# Christoffel Brändli

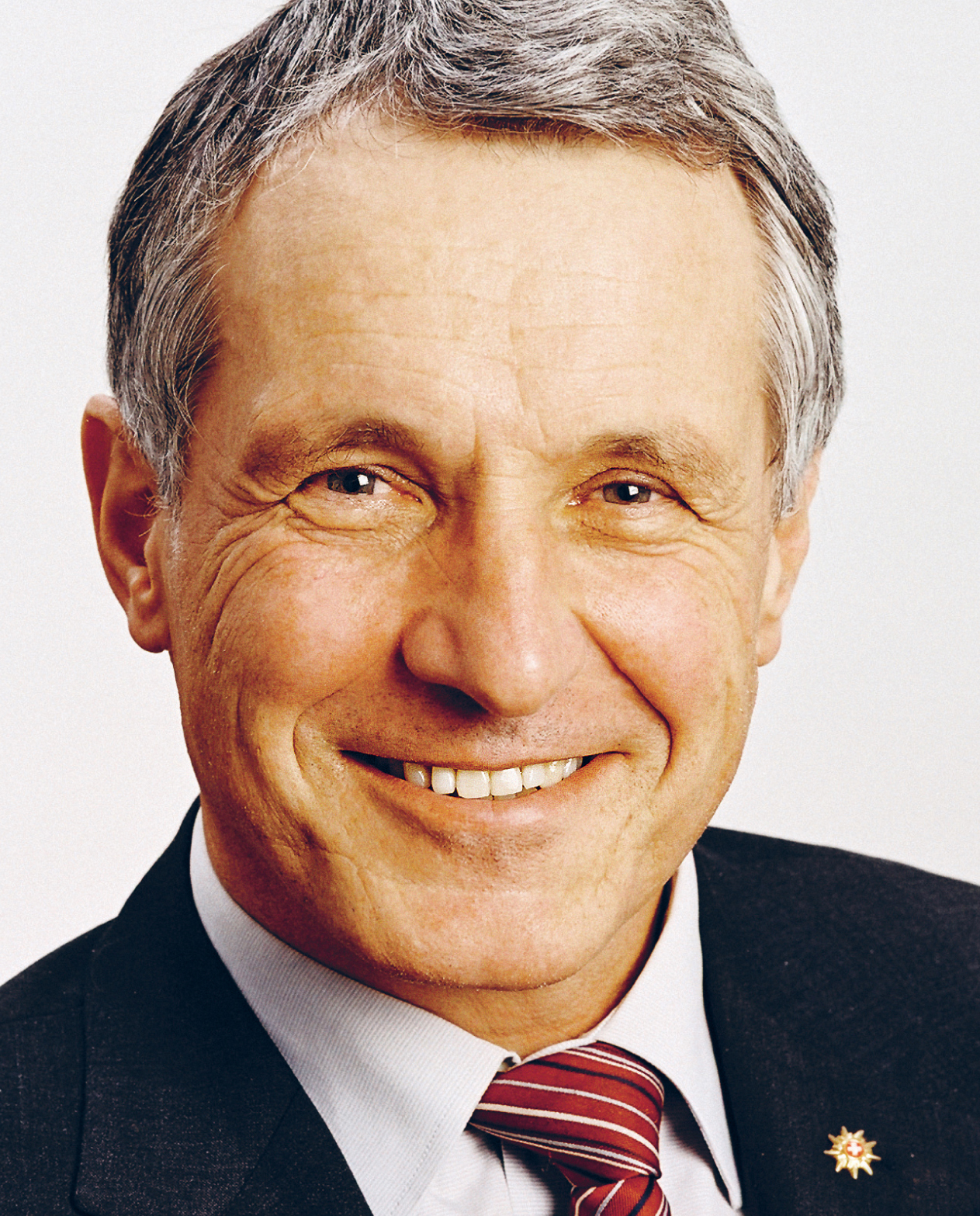
Christoffel Brändli

Christoffel Brändli (* 7. März 1943 in Vnà, Graubünden) ist ein Schweizer Politiker (SVP). Er war von 1995 bis 2011 Ständerat für Graubünden und war in der Amtsperiode 2007/2008 Ständeratspräsident. Er wohnt in Landquart.

## Ausbildung, Beruf und Privates
Brändli besuchte die Primar- und Sekundarschule in Landquart und legte die Handelsmatur an der Kantonsschule in Chur ab. Danach studierte er an der Universität St. Gallen und schloss mit dem akademischen Grad «Mag. oec. HSG» ab. Von 1965 bis 1983 unterrichtete er als Handelslehrer an verschiedenen Schulen und leitete von 1975 bis 1979 die Klubschule Migros in Chur. Seit 1995 arbeitet Christoffel Brändli als Wirtschaftsberater.
Christoffel Brändli war Präsident des Verwaltungsrates des Krankenversicherer-Verbandes Santésuisse und Vizepräsident der Ombudsstelle Krankenversicherung.
Er ist mit Gretursina Brändli verheiratet, hat drei Kinder und spricht Deutsch, Romanisch, Französisch, Italienisch und Englisch.

## Politisches Wirken
Von 1969 bis 1979 war Brändli Gemeinderat (Legislative) in Igis-Landquart und von 1979 bis 1983 dort Gemeindepräsident. Bereits 1971 wurde er zum Grossrat gewählt und dann 1983 zum Regierungsrat. Dieses Amt hatte er bis 1995, als er in den Ständerat gewählt wurde, inne.
Brändli war Mitglied in den parlamentarischen Kommissionen für soziale Sicherheit und Gesundheit (SGK), für Umwelt, Raumplanung und Energie (UREK) und für Verkehr und Fernmeldewesen (KVF). Er war bis zum Ausschluss der SVP-Sektion Graubünden Mitglied der Schweizerischen Volkspartei. Danach politisierte Brändli knapp zwei Monate als Parteiloser und kündigte am 9. August 2008 an, sich der neugegründeten SVP Graubünden anzuschliessen. Bei den Wahlen 2011 trat Brändli nicht mehr an.